# Hymenoclea
Hymenoclea es un género de plantas con flores perteneciente a la familia Asteraceae. Comprende 3 especies descritas.

## Taxonomía
El género fue descrito por Torr & A.Gray y publicado en Notes of a Military Reconnoissance 143. 1848. La especie tipo es  Hymenoclea monogyra Torr. & A. Gray. 

## Especies aceptadas
A continuación se brinda un listado de las especies del género Hymenoclea aceptadas hasta julio de 2012, ordenadas alfabéticamente. Para cada una se indica el nombre binomial seguido del autor, abreviado según las convenciones y usos.

## Especies
- Hymenoclea hemidioica
- Hymenoclea platyspina
- Hymenoclea sandersonii